# Ralph Lewis (attore)
Ralph Lewis, all'anagrafe Ralph Percy Lewis (Englewood, 8 ottobre 1872 – Los Angeles, 4 dicembre 1937), è stato un attore statunitense.

## Biografia
Ralph Percy Lewis, nato nell'Illinois, aveva 40 anni quando, nel 1912, debuttò nel cinema lavorando per una piccola compagnia indipendente, la Reliance Film Company, attiva dal 1910 al 1916. Nei suoi primi film, venne diretto da Oscar Apfel e si trovò a recitare al fianco di Irving Cummings (futuro regista che diventerà molto popolare). Nel solo 1913, girò 13 film.
Nei film che seguono, lavorò insieme ad attori noti come Donald Crisp, Robert Harron, Raoul Walsh, Dorothy e Lillian Gish, Mae Marsh, Henry B. Walthall.
Si trova nel cast di La nascita di una nazione e di Intolerance di David W. Griffith. Nel 1921, interpretò Père Goriot in La commedia umana, adattamento cinematografico del capolavoro di Honoré de Balzac, dove fu diretto da Rex Ingram.
Nella sua carriera, girò 170 film. Nel 1938, quattro mesi dopo la sua morte avvenuta l'8 ottobre 1937, uscì l'ultimo film cui aveva partecipato, I filibustieri di Cecil B. DeMille, dove aveva una piccola parte di contorno.

## Filmografia parziale
Quando manca il nome del regista, questo non viene riportato nei titoli
- The Faith Healer - cortometraggio (1912)
- The Open Road, regia di Oscar Apfel - cortometraggio (1913)
- The Man from Outside, regia di Oscar Apfel - cortometraggio (1913)
- The Judge's Vindication, regia di Oscar Apfel - cortometraggio (1913)
- Held for Ransom, regia di Oscar Apfel - cortometraggio (1913)
- The Bawlerout, regia di Oscar Apfel - cortometraggio (1913)
- The Master Cracksman, regia di Oscar Apfel - cortometraggio (1913)
- Half a Chance, regia di Oscar Apfel - cortometraggio (1913)
- The Tangled Web, regia di Oscar Apfel - cortometraggio (1913)
- The Fight for Right, regia di Oscar Apfel - cortometraggio (1913)
- The Stolen Woman - cortometraggio (1913)
- The Flirt - cortometraggio (1913)
- The Bracelet - cortometraggio (1913)
- The Reporter's Scoop - cortometraggio (1913)
- The Pseudo Prodigal, regia di Raoul Walsh - cortometraggio (1913)
- The Gangsters of New York, regia di James Kirkwood e, non accreditato, Christy Cabanne - cortometraggio (1914)
- The Smugglers of Sligo, regia di Christy Cabanne - cortometraggio (1914)
- L'albergo del terrore (The Old Man) - cortometraggio (1914)
- The Stiletto, regia di Arthur Mackley - cortometraggio (1914)
- The Great Leap: Until Death Do Us Part, regia di Christy Cabanne (1914)
- The Floor Above, regia di James Kirkwood - cortometraggio (1914)
- The Different Man, regia di John B. O'Brien - cortometraggio (1914)
- The Miniature Portrait, regia di John B. O'Brien - cortometraggio (1914)
- Amore di madre o Home, Sweet Home, regia di D.W. Griffith (1914)
- The Soul of Honor, regia di James Kirkwood - cortometraggio (1914)
- The Escape, regia di D.W. Griffith (1914)
- The Weaker Strain, regia di Donald Crisp - cortometraggio (1914)
- The Vengeance of Gold - cortometraggio (1914)
- Lest We Forget, regia di John B. O'Brien - cortometraggio (1914)
- Il pistolero (The Gunman), regia di Christy Cabanne - cortometraggio (1914)
- The Avenging Conscience: or 'Thou Shalt Not Kill' , regia di David W. Griffith (1914)
- Her Awakening, regia di Christy Cabanne - cortometraggio (1914)
- Meg of the Mines, regia di William Christy Cabanne - cortometraggio (1914)
- The Wrong Prescription, regia di Jack Conway - cortometraggio (1914)
- Paid with Interest, regia di Donald Crisp - cortometraggio (1914)
- The Floating Call, regia di Fred Kelsey - cortometraggio (1914)
- His Responsibility - cortometraggio (1914)
- The Hop Smugglers - cortometraggio (1914)
- The Old Good-for-Nothing - cortometraggio (1914)
- A Question of Courage, regia di Christy Cabanne - cortometraggio (1914)
- Over the Ledge, regia di Fred Kelsey - cortometraggio (1914)
- Lo smascheramento (The Exposure), regia di Fred Kelsey - cortometraggio (1914)
- One Flight Up - cortometraggio (1915)
- La nascita di una nazione (The Birth of a Nation), regia di D.W. Griffith (1915)
- Ex-Convict 4287, regia di Archer MacMackin - cortometraggio (1915)
- The Outcast, regia di John B. O'Brien (1915)
- Il ritorno (The Comeback), regia di Raoul Walsh - cortometraggio (1915)
- The Smuggler, regia di Raoul Walsh - cortometraggio (1915)
- The Mountain Girl, regia di James Kirkwood - cortometraggio (1915)
- The Little Catamount, regia di Paul Powell - cortometraggio (1915)
- Victorine, regia di Paul Powell - cortometraggio (1915)
- The Turning Point - cortometraggio (1915)
- Her Father - cortometraggio (1915)
- The Wolf Man, regia di Paul Powell (1915)
- The Father, regia di Francis Powers - cortometraggio (1915)
- On the Bread Line - cortometraggio (1915)
- Father and Son - cortometraggio (1915)
- Jordan Is a Hard Road, regia di Allan Dwan (1915)
- Home from the Sea, regia di Raoul Walsh - cortometraggio (1915)
- I sette angeli di Ketty (Let Katie Do It), regia di C.M. Franklin e S.A. Franklin (1916)
- Martha's Vindication, regia di Chester M. Franklin e Sidney Franklin (1916)
- The Flying Torpedo, regia di John B. O'Brien, Christy Cabanne (1916)
- Macbeth, regia di John Emerson (1916)
- Going Straight, regia di Chester M. Franklin e Sidney Franklin (1916)
- Hell-to-Pay Austin , regia di Paul Powell (1916)
- Gretchen the Greenhorn, regia di C.M. Franklin e S.A. Franklin (1916)
- Intolerance: Love's Struggle Throughout the Ages, regia di D.W. Griffith (1916)
- A Sister of Six, regia di C.M. Franklin e S.A. Franklin (1916)
- The Children Pay, regia di Lloyd Ingraham (1916)
- Il marchese d'Evremonde (A Tale of Two Cities), regia di Frank Lloyd (1917)
- Her Temptation, regia di Richard Stanton (1917)
- La bugia muta (The Silent Lie), regia di R.A. Walsh (Raoul Walsh) (1917)
- Jack and the Beanstalk, regia di C.M. Franklin e S.A. Franklin (1917)
- This Is the Life, regia di Raoul Walsh (1917)
- Cheating the Public, regia di Richard Stanton (1918)
- Revenge, regia di Tod Browning (1918)
- The Kid Is Clever, regia di Paul Powell (1918)
- Fires of Youth, regia di Rupert Julian (1918)
- The Talk of the Town, regia di Allen Holubar (1918)
- The Dub, regia di James Cruze (1919)
- The Long Lane's Turning, regia di Louis Chaudet (1919)
- The Mother and the Law, regia di D.W. Griffith (1919)
- The Valley of the Giants, regia di James Cruze (1919)
- Nei bassi fondi (The Hoodlum), regia di Sidney Franklin (1919)
- Eyes of Youth, regia di Albert Parker (1919)
- Douglas superstizioso o Quando le nuvole volano via (When the Clouds Roll by), regia di Victor Fleming (1919)
- What Women Love, regia di Nate Watt (1920)
- 813, regia di Charles Christie e Scott Sidney (1920)
- Outside the Law, regia di Tod Browning (1920)
- Common Sense, regia di Louis Chaudet (1920)
- Prisoners of Love, regia di Arthur Rosson (1921)
- Man-Woman-Marriage, regia di Allen Holubar (1921)
- Sowing the Wind, regia di John M. Stahl (1921)
- Salvage, regia di Henry King (1921)
- A Private Scandal, regia di Chester M. Franklin (1921)
- La commedia umana (The Conquering Power), regia di Rex Ingram (1921)
- Bimba per cinque dollari (The Five Dollar Baby), regia di Harry Beaumont (1922)
- In the Name of the Law, regia di Emory Johnson (1922)
- Flesh and Blood, regia di Irving Cummings (1922)
- The Sin Flood, regia di Frank Lloyd (1922)
- Broad Daylight, regia di Irving Cummings (1922)
- Environment, regia di Irving Cummings (1922)
- The Third Alarm, regia di Emory Johnson (1922)
- The Fog, regia di Paul Powell (1923)
- The West~Bound Limited, regia di Emory Johnson (1923)
- Vengeance of the Deep, regia di Barry Barringer (come A.B. Barringer) (1923)
- Tea: With a Kick!, regia di Erle C. Kenton (1923)
- Desire, regia di Rowland V. Lee (1923)
- Blow Your Own Horn, regia di James W. Horne (1923)
- The Mailman, regia di Emory Johnson (1923)
- Untamed Youth, regia di Émile Chautard (1924)
- The Man Who Came Back, regia di Emmett J. Flynn (1924)
- L'Inferno (Dante's Inferno), regia di Henry Otto (1924)
- In Every Woman's Life, regia di Irving Cummings (1924)
- East of Broadway, regia di William K. Howard (1924)
- The Bridge of Sighs, regia di Phil Rosen (1925)
- Who Cares, regia di David Kirkland (1925)
- The Million Dollar Handicap, regia di Scott Sidney (1925)
- The Re-Creation of Brian Kent, regia di Sam Wood (1925)
- The Overland Limited, regia di Frank O'Neill (1925)
- One of the Bravest, regia di Frank O'Connor (1925)
- The Block Signal, regia di Frank O'Connor (1926)
- The Silent Power, regia di Frank O'Connor (1926)
- Giovinezza (Fascinating Youth), regia di Sam Wood (1926)
- The Girl in the Glass Cage, regia di Ralph Dawson (1929)
- I filibustieri (The Buccaneer), regia di Cecil B. DeMille (1938)